# تابوت نجم عنخ
تابوت نجم عنخ هو تابوت مغطى بصفائح من الذهب يعود إلى كاهن يدعى نجم عنخ عاش في عصر المملكة البطلمية.

## الوصف
يبلغ طول التابوت 6 أقدام أي ما يعادل 2 متر وهو مصنوع من الخشب والمعدن ومغطى بصفائح من الذهب، لاعتقاد المصريين القدماء بأن اللون الذهبي يرمز لأشعة الشمس. توجد طبقات رقيقة من الفضة داخل التابوت لحماية وجه الكاهن في رحلة الأبدية لكن لم يكن التابوت يحتوي على مومياء الكاهن.

## عودته إلى مصر
في 2017 قام متحف المتروبوليتان الأميركي بشراء التابوت بمبلغ 4 مليون دولار من تاجر آثار فرنسي، معه أوراق تقول إن التابوت خرج من مصر في 15 مايو 1971 بشكل قانوني حيث أن قانون الآثار عام 1951 كان يسمح بتصدير الآثار المصرية إلا أنه لم يكن يسمح بتصدير الآثار الفريدة لذلك كانت وزارة الآثار المصرية متأكدة أن التصريح مزور وبعد عام من المفاوضات مع المدعي العام الأميركي تم إثبات أحقية مصر بالتابوت وأن التابوت خرج من مصر بطريقة غير قانونية في عام 2011. وهو الآن ضمن مقتنيات المتحف القومي للحضارة المصرية في القاهرة.